# Australopithecus afarensis
Australopithecus afarensis (Praeanthropus africanus) – australopitek, którego najstarsze znane szczątki datowane są na 3,7 mln lat a najmłodsze 1,3 mln lat temu. Znaleziono je w Etiopii i Tanzanii. Miał szeroką miednicę, wysklepioną stopę, paluch u stopy zrównany z innymi palcami, kciuk przeciwstawny, ramiona były długie, a pojemność puszki mózgowej wynosiła ok. 500-600 cm³. Australopithecus afarensis (w dosłownym tłumaczeniu „małpa południowa z Afaru”) był roślinożercą o niskiej, krępej budowie.

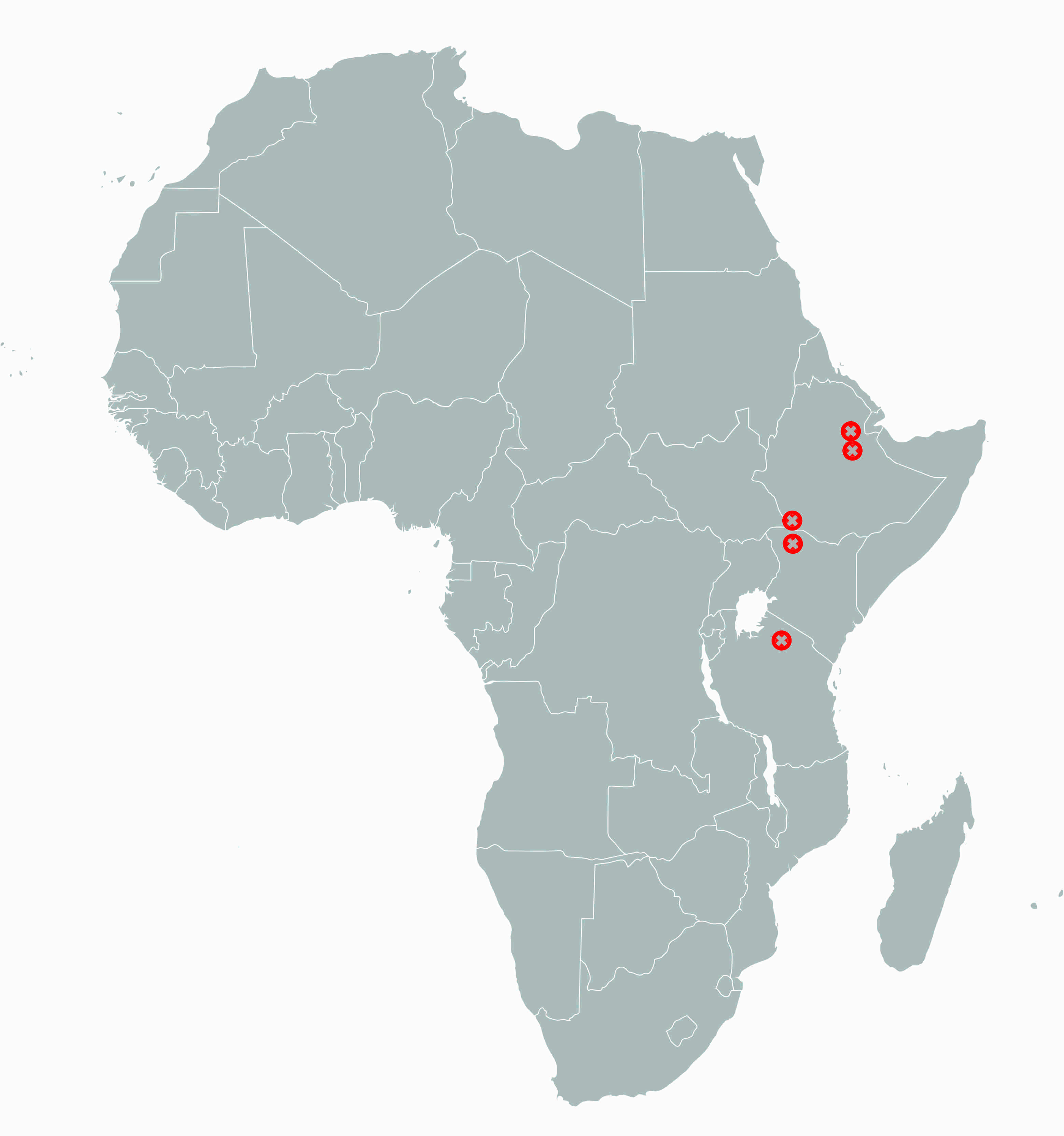
Miejsca odkrycia szczątków Australopithecus afarensis

Liczne szczątki A. afarensis znaleziono w Afryce Wschodniej, ale niektórzy badacze uważają, że nie wszystkie ze znalezionych skamieniałości faktycznie należy przypisać temu gatunkowi. Najsłynniejszą przedstawicielką A. afarensis jest „Lucy” – szkielet odkryty w listopadzie 1974 roku w okolicach osady Hadar (geologiczna Formacja Hadar) w regionie Afar, w Etiopii.
Kontrowersje wzbudza kwestia, czy A. afarensis był aby na pewno gatunkiem naziemnym; wiele cech budowy wskazuje, że mógł dużą część czasu spędzać na drzewach.
20 września 2006 miesięcznik „Scientific American” opublikował materiały ze znalezisk w miejscowości Dikika, kilka kilometrów od miejsca, gdzie znaleziono „Lucy” (okolice osady Hadar w regionie Afar). W roku 2000 odkryto tam niemal kompletny szkielet młodocianej (stwierdzono wiek ok. 3 lat) samicy, skatalogowany jako DIK-1/1, któremu nadano imię „Selam” (co po amharsku znaczy pokój).
10 lutego 2011 r. w czasopiśmie „Science” ukazał się artykuł amerykańskich badaczy, prezentujący ich odkrycia archeologiczne na stanowisku opodal Hadar, tym gdzie spoczywał szkielet Lucy. Natrafili oni tam na kolejne fragmenty kości, wśród nich na zachowaną w całości, liczącą około 3,2 mln lat, czwartą kość śródstopia. Jej kształt świadczy o tym, że stopa australopiteka miała łukowato wysklepione podbicie, które jest kluczowe dla pionowego sposobu poruszania się. Stopy małp człekokształtnych nie posiadają sklepień, co czyni je bardziej giętkimi od stóp ludzkich.